# Molen Denutte

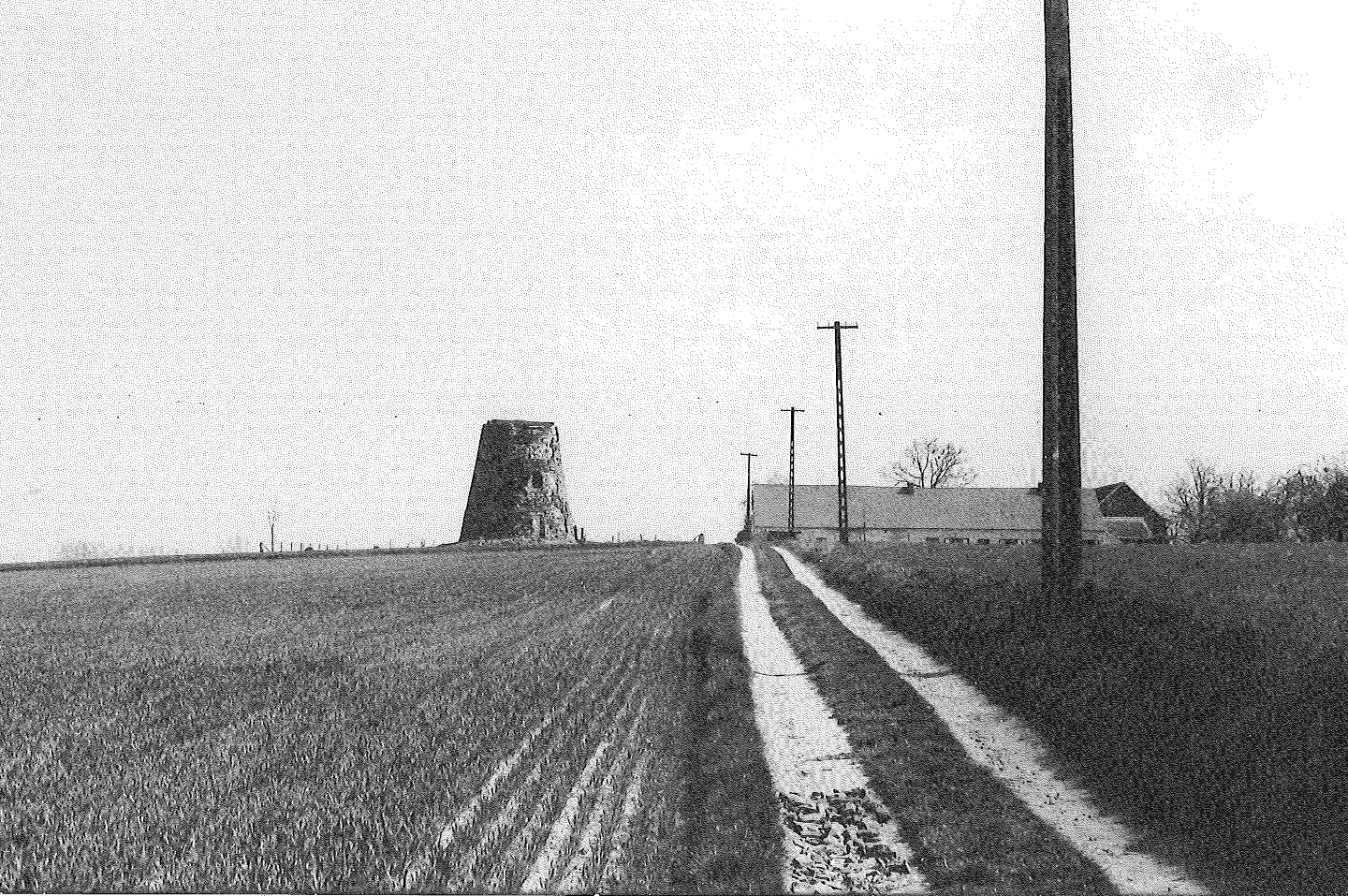
Het molenrestant in maart 1971

De Molen Denutte, Bosmolen of Beverbosmolen is een voormalige windmolen in de Belgische gemeente Bever in de provincie Vlaams-Brabant. Het molenrestant staat op het hoogste punt van de streek ten westen van het dorp ten noorden van buurtschap Burght en ten oosten van buurtschap Bloemendael. Van de windmolen resteert alleen nog een open lege molenromp aan het einde van een dreef naar een boerderij.
Op ongeveer 560 meter naar het zuidwesten bevindt zich de motteheuvel van de Burcht van Bever. 
Deze stenen grondzeiler van het type bovenkruier fungeerde als korenmolen.

## Geschiedenis
In 1775 was het gebied volgens de Ferrariskaart van circa 1775 nog bebost en deel van het Beverbos.
In 1828 werd de molen op een ontbost terrein gebouwd in opdracht van baron Eustache Joseph Marie de Blondel de Viane, kamerheer van koning Willem I.
Rond 1842 stond de molen in de Atlas der Buurtwegen ingetekend met de naam Moulin Du Bois.
In 1835 verwoeste een brand de toren, waarna de windmolen werd herbouwd.
In 1926 kreeg de molen een dieselmotor voor de aandrijving van de molenstenen, waarna de ijzeren askop, molenas, stalen roeden en drie steenkoppels te koop werden aangeboden. In 1927 verwijderde men het gevlucht.